# Gennaria diphylla
Gennaria diphylla là một loài thực vật có hoa trong họ Lan. Loài này được (Link) Parl. mô tả khoa học đầu tiên năm 1860.

## Hình ảnh

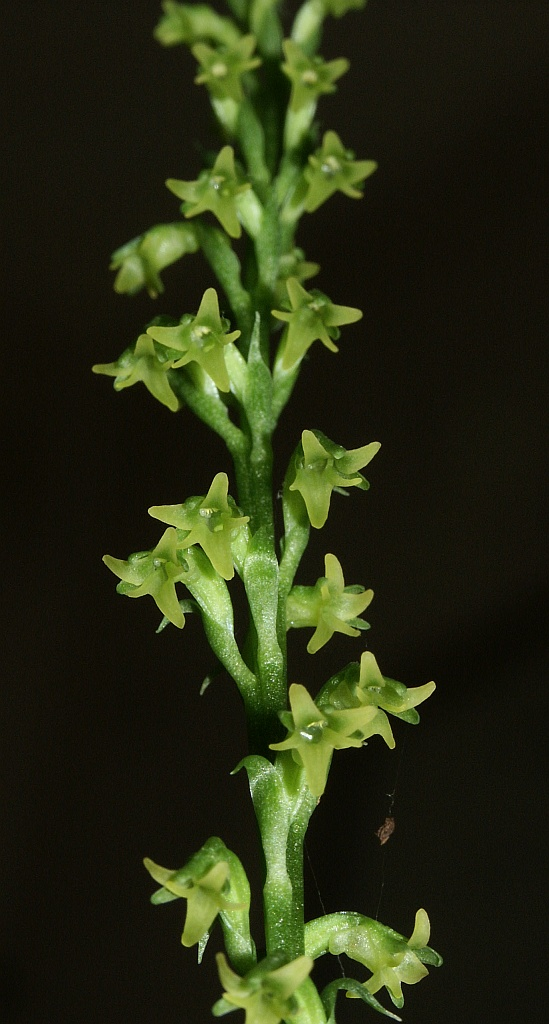
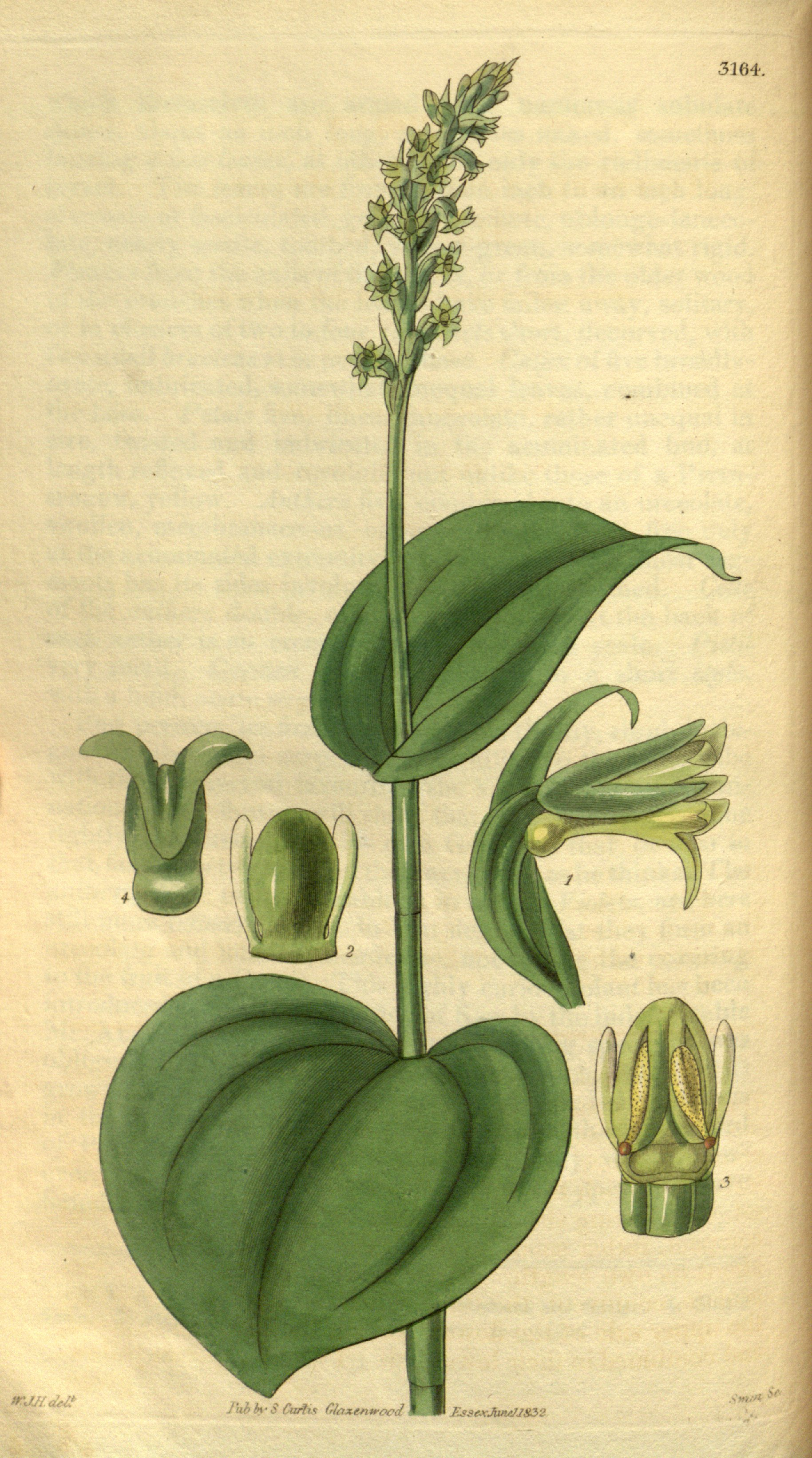
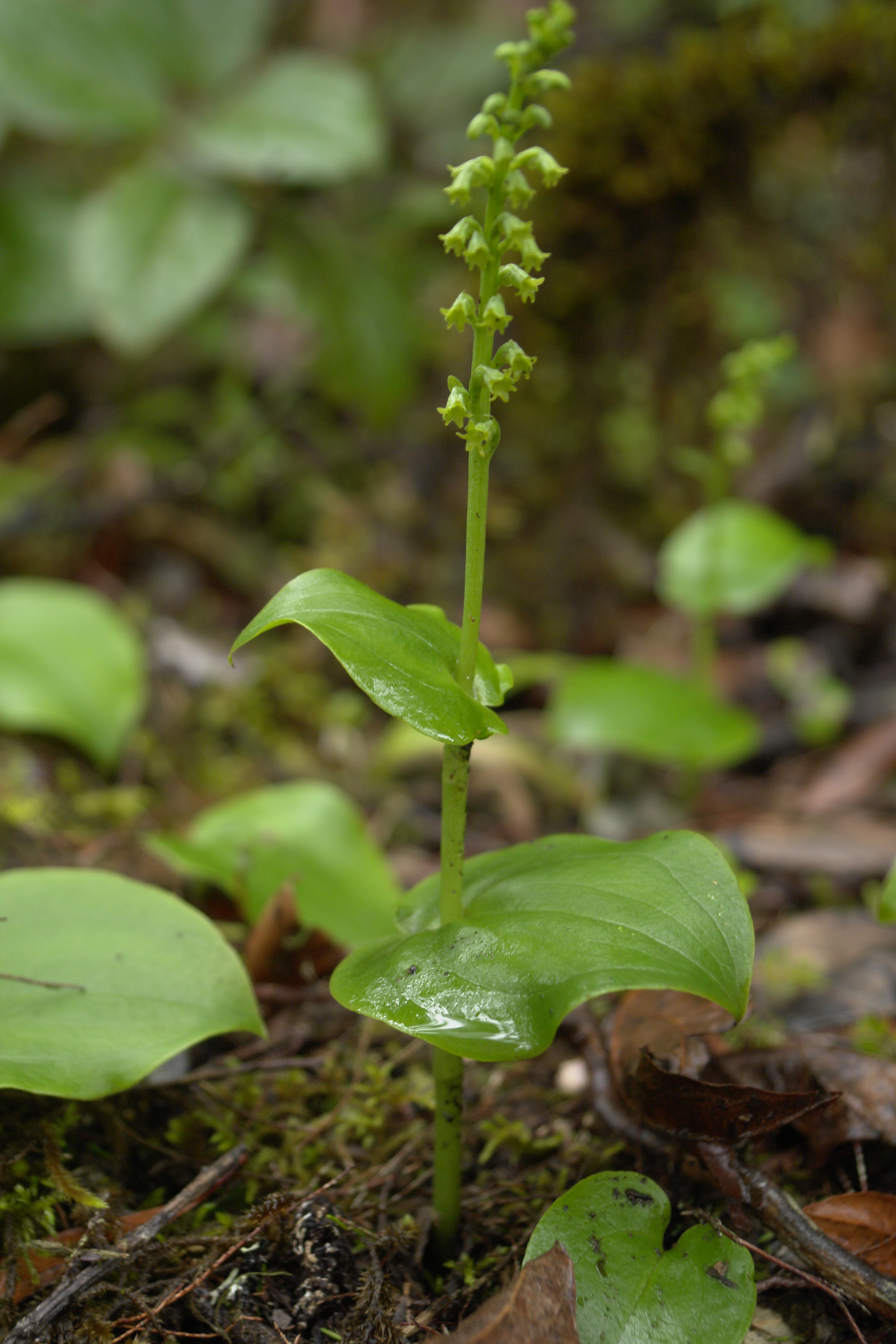
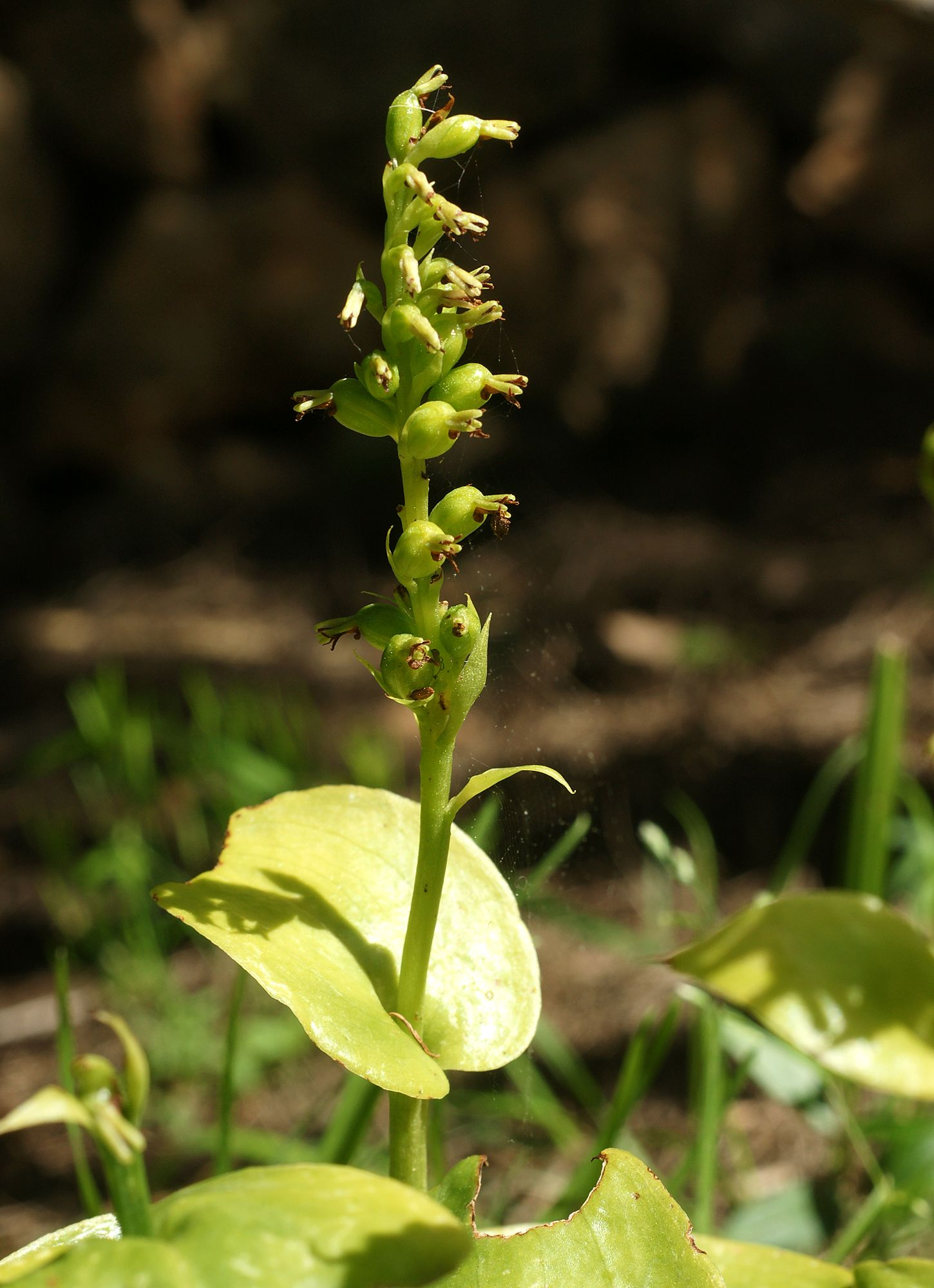